# Южноамериканский пегий канюк
Южноамериканский пегий канюк (лат. Buteogallus schistaceus) — вид хищных птиц из семейства ястребиных.

## Распространение
Обитают в северной части Южной Америки на территории Бразилии, Боливии, Перу, Эквадора, Колумбии, Венесуэлы и Французской Гвианы.

## Описание
Это птицы среднего и крупного размера (длина тела составляет 41-46 см), шиферно-серого цвета, с контрастными ярко-белыми горизонтальными полосами на хвостовых перьях. Грудь белого цвета с вертикальными чёрными отметинами. Восковица оранжевая, радужная оболочка жёлтая.

### Вокализация
Звук — громкий свист: «Пииееееаа».